# 寺嶋寛大
寺嶋 寛大（てらしま かんだい、1992年10月12日 - ）は、東京都豊島区出身の元プロ野球選手（捕手）。右投右打。

## 経歴

### プロ入り前
清和小学校1年生の時に「大塚スネイクス」で野球を始めた。4年生時に捕手になり、6年生時には高円宮賜杯全日本学童軟式野球大会に出場した。巣鴨北中学校では「中野シニア」に所属していた。興誠高校では1年生時の秋に一塁手のレギュラーに、2年生時の秋には正捕手になった。高校通算では26本塁打を放った。甲子園出場経験は無い。
創価大学では1年生時の秋に正捕手になり、4年生時には主将を務めた。大学の2学年先輩に小川泰弘がおり、1年生の時からバッテリーを組み、精神面や配球面などでアドバイスを受けていた。3年生時の東京新大学野球リーグ・秋季リーグで首位打者（打率.432）とベストナイン（捕手）、4年生時の春季リーグで最高殊勲選手、最多打点（14打点）、ベストナイン、秋季リーグではベストナインをそれぞれ受賞した。また、1年生時の秋季から4年生時の秋季までチームは7季連続でリーグ首位になり、2014年6月に行われた第63回全日本大学野球選手権大会ではベスト4入りした。寺嶋自身は全4試合で4番・捕手で先発出場し、計14打数2安打1打点だった。
2014年10月23日に行われたプロ野球ドラフト会議で千葉ロッテマリーンズに4巡目で指名され、契約金4000万円、年俸1000万円（金額は推定）で合意し、入団した。
11月に行われた第45回明治神宮野球大会では全3試合で4番・捕手で先発出場し、計11打数4安打だった。チームは準決勝で敗退。

### プロ入り後
入団以来1試合も一軍での公式戦出場記録がないまま、2017年10月3日に球団から戦力外通告を受けた。

### アマチュア野球
2018年より、東京都足立区に本拠地を置くクラブチームのREVENGE99で2020年までプレーを続けた。また、アマチュアでのプレーと並行して、個人で保険代理店業を営んでいる。

### 指導者として
2025年1〜2月、アレックス・ラミレスが結成した特別編成チーム "ジャパンブリーズ" のコーチ補佐に就任してメキシコ遠征に帯同し、カリブ海沿岸諸国のウィンターリーグ王者が集う国際大会・第67回カリビアンシリーズで指導にあたった。

## 選手としての特徴・人物
本塁から二塁までの送球は1.9秒台。
いわゆる「イケメン」。入団直後から寺嶋のグッズ販売を望むファンの声が殺到し、2015年1月に新人の中で1番乗りで個人グッズが販売された。新入団選手の個人グッズがシーズン開始前に販売されるのは球団初だった。

## 詳細情報

### 年度別打撃成績
- 一軍公式戦出場なし

### 背番号
- 35（2015年 - 2017年）